# Dustin O'Halloran
Dustin O'Halloran (Phoenix, 8 settembre 1971) è un musicista e compositore statunitense.
Dal 1996 fa parte della band dei Devics con i quali ha pubblicato quattro album in studio e numerosi EP.

## Biografia
Dustin O'Halloran è nato in Arizona, ha passato la sua infanzia alle Hawaii e successivamente si è trasferito Los Angeles, California, USA. Qui ha conosciuto Sara Lov, con cui nel 1996 ha formato i Devics (prodotti dalla londinese Bella Union) tuttora in attività. Dal 2001 Dustin O'Halloran si trasferisce alcuni mesi dell'anno in Italia, in provincia di Ravenna e qui compone gran parte delle musiche che entrano a far parte dei dischi dei Devics.
Nel 2004 ha pubblicato il suo primo disco solista intitolato Piano Solos (Bella Union/V2 Records) in cui si sente l'ispirazione dei grandi compositori classici, in particolare Chopin, Satie e Debussy. Nel 2006 pubblica Piano Solos vol. 2 (Bella Union/V2 Records) e scrive tre brani che entrano a far parte della colonna sonora del film Marie Antoinette di Sofia Coppola.

## Discografia
- 2004 - Piano Solos (Bella Union Records/V2 Records)
- 2006 - Piano Solos vol. 2 (Bella Union/V2 Records)
- 2006 - Marie Antoinette: Original Motion Picture Soundtrack (Verve Forecast/Polydor Records)
- 2007 - Runner
- 2009 - An American Affair: Original Motion Picture Soundtrack (Filter Recordings)
- 2011 - Like Crazy: Original Motion Picture Soundtrack (Relativity Music Group)
- 2011 - Lumiere (Fat Cat Records)
- 2011 - Vorleben (Fat Cat Records)
- 2012 - The Beauty Inside: Original Film Score

### Con i Devics
- 1996 - Buxom (Splinter Records)
- 1998 - If You Forget Me... (Splinter Records)
- 2000 - The Ghost in the Girl (Splinter Records, EP)
- 2001 - My Beautiful Sinking Ship (Bellaire)
- 2003 - Ribbons (Splinter Records, EP)
- 2003 - Red Morning/Sunny (Bella Union, singolo)
- 2003 - In Your Room (Bella Union, EP)
- 2003 - The Stars at Saint Andrea (Bella Union, EP)
- 2003 - Don't Take It Away (Bella Union, EP)
- 2005 - Distant Radio (Leftwing Recordings, EP)
- 2006 - Push the Heart (Reincarnate Music)

### Con gli A Winged Victory for the Sullen
- 2011 – A Winged Victory for the Sullen
- 2014 – Atomos
- 2014 – Atomos VII
- 2019 – The Undivided Five

## Colonne sonore parziali
- Edison - L'uomo che illuminò il mondo (The Current War), regia di Alfonso Gomez-Rejon (2017)
- Il coraggio della verità - The Hate U Give (The Hate U Give), regia di George Tillman Jr. (2018)
- Attraverso i miei occhi (The Art of Racing in the Rain), regia di Simon Curtis (2019)
- Ammonite, regia di Francis Lee (2020)
- Una spia tra noi - Un amico leale fedele al nemico (A Spy Among Friends) – miniserie TV, 6 puntate (2022)
- Eleanor the Great, regia di Scarlett Johansson (2025)